# Давлат белгиси
Государственное производственное объединение «Давлат белгиси» (узб. Davlat belgisi) при Центральном банке Республики Узбекистан — единственное предприятие в стране по производству денежных знаков, государственных наград, а также паспортов и других защищённых документов и бумаг. Включает в себя Ташкентскую печатную фабрику, Ташкентскую бумажную фабрику и Ташкентский монетный двор.
Дословный перевод названия «Давлат белгиси» означает «Государственный знак», на сайте Центрального банка также встречается вариант названия — Государственное производственное объединение «Гознак».

## История
В советский период в Ташкент была эвакуирована часть оборудования и специалистов Московской печатной фабрики Гознака. После наладки и запуска, в феврале 1942 года, Ташкентская печатная фабрика приступила к работе, так она упоминается как одно из структурных предприятий Гознака в распоряжении Народного комиссариата финансов СССР от 25 августа 1942 года №В-244. Фабрика проработала до февраля 1944 года и печатала ценные бумаги и банкноты.
С приобретением независимости в Узбекистане возникает потребность в производстве денежных знаков и защищённых документов и бумаг. В 1992 году компанией «Harrison and Sons Ltd» была построена и оснащена Ташкентская печатная фабрика.
В апреле 1993 года на базе этого предприятия было создано производственное объединение «Давлат белгиси».
Во время денежной реформы 1994 года на «Давлат белгиси» разрабатывался дизайн и печатались сумы нового образца. В этом же году компания бумажная фабрика Luisenthal приступила к строительству Ташкентской бумажной фабрики. Производство банкнотной бумаги на фабрике началось в 1995 году.

## Деятельность
На сегодняшний день Давлат белгиси представляет собой современное высокотехнологичное производство, полностью покрывающее потребность государства в своей продукции. Техническая оснащённость предприятия соответствует самым высоким международным стандартам и требованиям.
Продукция предприятия включает в себя ценные бумаги с высоким уровнем защиты, паспорта, денежные знаки, почтовые и акцизные марки, векселя и чеки.

## Ташкентская бумажная фабрика
Ташкентская бумажная фабрика была запущена в 1995 году. Основная продукция — бумага различной степени защищённости с видимыми и невидимыми волокнами, защитными нитями, в том числе с эффектом «ныряющей нити», водяными знаками различной конфигурации и сложности, в том числе разработанных на собственном Ателье водяных знаков. Одной из особенностей производства банкнотной бумаги является использование хлопкового волокна, так как Узбекистан является крупнейшим мировым производителем хлопка.
Продукция фабрики поставляется на экспорт в Россию, Азербайджан, Киргизию, Грузию, Францию, Бангладеш и Камбоджу.
Также на бумажной фабрике производится писчая бумага, цветная бумага и картон

## Ташкентский монетный двор
Ташкентский монетный двор — одно из структурных предприятий ГПО «Давлат белгиси».

### Исторические ташкентские монетные дворы
Первые монеты в ранних государственных образований на территории Ташкентского оазиса, историческая область Шаш (либо Чач), датируются серединой III в. н. э., чеканка монеты прослеживается всё первое тысячелетие н. э. Название Ташкент впервые встречается на монетах, относящихся к началу XI века.
Известно множество медных монет эпохи Тимуридов XV века и более поздней эпохи Шейбанидов конец XV — начало XVI веков с обозначением Ташкентского монетного двора, на монетах указывался как Ташканд (со времен денежной реформы Улугбека на медных монетах указывали название монетного двора).
Ташкентский монетный двор был одним из пяти монетных дворов государства Джанидов XVII—XVIII века, в числе остальных указаны Бухара, Самарканд, Балх и Хисар. При последнем Джаниде — Абдулгази чеканка денег в Ташкенте постепенно сокращалась, пока полностью не переместилась в Бухару.

### Современное состояние
Продукция Ташкентского монетного двора включает в себя монеты, в том числе памятные монеты из драгоценных металлов, государственные награды, знаки отличия, памятные знаки и спортивные медали.